# Kiekie
Genre
Kiekie est un genre d'araignées aranéomorphes de la famille des Ctenidae.

## Distribution
Les espèces de ce genre se rencontrent du Sud du Mexique jusqu'au Nord de la Colombie.

## Liste des espèces
Selon World Spider Catalog (version 25.0, 18/05/2024) :
- Kiekie almae Omelko, 2023
- Kiekie antioquia Polotow & Brescovit, 2018
- Kiekie barrantesi Hazzi & Hormiga, 2024
- Kiekie barrocolorado Polotow & Brescovit, 2018
- Kiekie bernali Hazzi & Hormiga, 2024
- Kiekie curvipes (Keyserling, 1881)
- Kiekie dietrichi Omelko, 2023
- Kiekie garifuna Polotow & Brescovit, 2018
- Kiekie griswoldi Polotow & Brescovit, 2018
- Kiekie lamuerte Hazzi & Hormiga, 2024
- Kiekie laselva Hazzi & Hormiga, 2024
- Kiekie montanense Polotow & Brescovit, 2018
- Kiekie panamensis Polotow & Brescovit, 2018
- Kiekie sarapiqui Polotow & Brescovit, 2018
- Kiekie sinuatipes (F. O. Pickard-Cambridge, 1897)
- Kiekie tirimbina Hazzi & Hormiga, 2024
- Kiekie valerioi Hazzi & Hormiga, 2024
- Kiekie verbena Polotow & Brescovit, 2018

## Systématique et taxinomie
Ce genre a été décrit par Polotow et Brescovit en 2018 dans les Ctenidae.

## Étymologie
Kiekie vient du mot "kie-kie" d'origine Guaymí qui signifie "démon", elle fait référence à la grande taille et à la couleur rougeâtre de ses araignées.

## Publication originale
- Polotow & Brescovit, 2018 : « Kiekie, a new Neotropical spider genus of Ctenidae (Cteninae, Araneae). » Zootaxa, no 4531(3), p. 353-373.